# Mem (Hebräisch)

Mem

Schluss-Mem

Mem (מם) ist der dreizehnte Buchstabe im Hebräischen Alphabet. Er hat den Zahlenwert 40.
Steht der Buchstabe am Schluss eines Wortes, wird er als Finalbuchstabe anders geschrieben. Diese Schreibweise wird manchmal für den Zahlenwert 600 verwendet.

## Geschichte
Das hebräische Mem geht auf den gleichen Ursprung zurück wie das phönizische Mem, aus dem sich das griechische My und das lateinische M entwickelten (siehe auch protosinaitische Schrift).

## Beispiele
- משה Moshe: Moses
- משיח mashíah = der Gesalbte: Messias
- מתושלח Metushélah: Methusalem
- מים mayim: Wasser

## Zeichenkodierung
|                   | Mem               | Schluss-Mem             |
| ----------------- | ----------------- | ----------------------- |
| Unicode Codepoint | U+05DE            | U+05DD                  |
| Unicode-Name      | HEBREW LETTER MEM | HEBREW LETTER FINAL MEM |
| HTML              | &#1502;           | &#1501;                 |
| ISO 8859-8        | 0xEE              | 0xED                    |